# Portugalia na Letnich Igrzyskach Olimpijskich 1952
Portugalię na Letnich Igrzyskach Olimpijskich 1952 reprezentowało 71 zawodników: 68 mężczyzn i trzy kobiety. Był to ósmy start reprezentacji Portugalii na letnich igrzyskach olimpijskich.

## Zdobyte medale
| Medal | Zawodnik                            | Dyscyplina | Konkurencja | Rezultat  |
| ----- | ----------------------------------- | ---------- | ----------- | --------- |
| Brąz  | Francisco de Andrade, Joaquim Fiúza | Żeglarstwo | klasa Star  | 4903 pkt. |

## Skład kadry

### Gimnastyka
Kobiety
- Dália da Cunha-Sammer

wielobój indywidualnie – 109. miejsce,
ćwiczenia wolne – 113. miejsce,
skok przez konia – 86. miejsce,
ćwiczenia na poręczach – 123. miejsce,
ćwiczenia na równoważni – 96. miejsce,
- Maria Laura Amorim

wielobój indywidualnie – 124. miejsce,
ćwiczenia wolne – 122. miejsce,
skok przez konia – 86. miejsce,
ćwiczenia na poręczach – 131. miejsce,
ćwiczenia na równoważni – 106. miejsce,
- Natália Silva

wielobój indywidualnie – 133. miejsce,
ćwiczenia wolne – 133. miejsce,
skok przez konia – 133. miejsce,
ćwiczenia na poręczach – 129. miejsce,
ćwiczenia na równoważni – 128. miejsce.
Mężczyźni
- Manuel Gouveia

wielobój indywidualnie – 146. miejsce,
ćwiczenia wolne – 126. miejsce,
skok przez konia – 110. miejsce,
ćwiczenia na poręczach – 164. miejsce,
ćwiczenia na drążku – 109. miejsce,
ćwiczenia na kółkach – 131. miejsce,
ćwiczenia na koniu z łękami – 167. miejsce,
- Joaquim Granger

wielobój indywidualnie – 162. miejsce,
ćwiczenia wolne – 153. miejsce,
skok przez konia – 178. miejsce,
ćwiczenia na poręczach – 139. miejsce,
ćwiczenia na drążku – 145. miejsce,
ćwiczenia na kółkach – 107. miejsce,
ćwiczenia na koniu z łękami – 171. miejsce,
- Manuel Prazeres

wielobój indywidualnie – 173. miejsce,
ćwiczenia wolne – 166. miejsce,
skok przez konia – 142. miejsce,
ćwiczenia na poręczach – 175. miejsce,
ćwiczenia na drążku – 171. miejsce,
ćwiczenia na kółkach – 177. miejsce,
ćwiczenia na koniu z łękami – 113. miejsce,
- Raúl Caldeira

wielobój indywidualnie – 174. miejsce,
ćwiczenia wolne – 129. miejsce,
skok przez konia – 172. miejsce,
ćwiczenia na poręczach – 173. miejsce,
ćwiczenia na drążku – 126. miejsce,
ćwiczenia na kółkach – 178. miejsce,
ćwiczenia na koniu z łękami – 169. miejsce,
- António Leite

wielobój indywidualnie – 178. miejsce,
ćwiczenia wolne – 151. miejsce,
skok przez konia – 180. miejsce,
ćwiczenia na poręczach – 177. miejsce,
ćwiczenia na drążku – 174. miejsce,
ćwiczenia na kółkach – 159. miejsce,
ćwiczenia na koniu z łękami – 157. miejsce,
- Manuel Cardoso

wielobój indywidualnie – 183. miejsce,
ćwiczenia wolne – 159. miejsce,
skok przez konia – 184. miejsce,
ćwiczenia na poręczach – 179. miejsce,
ćwiczenia na drążku – 176. miejsce,
ćwiczenia na kółkach – 181. miejsce,
ćwiczenia na koniu z łękami – 173. miejsce,
- Manuel Gouveia, Joaquim Granger, Manuel Prazeres, Raúl Caldeira, António Leite, Manuel Cardoso – wielobój drużynowo – 23. miejsce.

### Jeździectwo
- Henrique Callado – skoki przez przeszkody indywidualnie – 16. miejsce,
- João Lopes – skoki przez przeszkody indywidualnie – 16. miejsce,
- José Carvalhosa – skoki przez przeszkody indywidualnie – 25. miejsce,
- Henrique Callado, João Lopes, José Carvalhosa – skoki przez przeszkody drużynowo – 8. miejsce,
- Fernando Cavaleiro – WKKW indywidualnie – 19. miejsce,
- António de Almeida – WKKW indywidualnie – 23. miejsce,
- Joaquim Silva – WKKW indywidualnie – 24. miejsce,
- Fernando Cavaleiro, António de Almeida, Joaquim Silva – WKKW drużynowo – 4. miejsce,
- António, Viscount de Mozelos – ujeżdżenie indywidualnie – 20. miejsce,
- Francisco Valadas Júnior – ujeżdżenie indywidualnie – 21. miejsce,
- Fernando Paes – ujeżdżenie indywidualnie – 26. miejsce,
- António, Viscount de Mozelos, Francisco Valadas Júnior, Fernando Paes – ujeżdżenie drużynowo – 8. miejsce.

### Lekkoatletyka
Mężczyźni
- Tomás Paquete – bieg na 100 m – odpadł w eliminacjach,
- Rui Maia – bieg na 100 m – odpadł w eliminacjach,
- Fernando Casimiro

bieg na 200 m – odpadł w eliminacjach,
bieg na 400 m – odpadł w eliminacjach,
- Eugénio Eleutério – bieg na 200 m – odpadł w eliminacjach,
- Fernando Fernandes

bieg na 400 m przez płotki – odpadł w eliminacjach,
dziesięciobój – 16. miejsce,
- Tomás Paquete, Fernando Casimiro, Eugénio Eleutério, Rui Maia – sztafeta 4 x 100 m – odpadli w eliminacjach,
- Rui Ramos – trójskok – 12. miejsce,
- Eugénio Lopes – trójskok – 26. miejsce.

### Pięciobój nowoczesny
Mężczyźni
- Ricardo Durão – indywidualnie – 41. miejsce,
- José Pereira – indywidualnie – 46. miejsce,
- António Janet – indywidualnie – 48. miejsce,
- Ricardo Durão, José Pereira, António Janet – drużynowo – 15. miejsce.

### Piłka wodna
Mężczyźni
- Máximo Couto, Armando Moutinho, Francisco Alves, João Franco do Vale, Rodrigo Basto Junior, Fernando Madeira, Eduardo Barbeiro, Óscar Cabral, José Manuel Correia – 17. miejsce.

### Pływanie
Mężczyźni
- Fernando Madeira

100 m stylem dowolnym – odpadł w eliminacjach,
400 m stylem dowolnym – odpadł w eliminacjach,
- Guilherme Patroni – 100 m stylem dowolnym – odpadł w eliminacjach,
- Eduardo Barbeiro

100 m stylem grzbietowym – odpadł w eliminacjach,
200 m stylem klasycznym – odpadł w eliminacjach,
- Eurico Surgey – 100 m stylem grzbietowym – odpadł w eliminacjach.

### Strzelectwo
Mężczyźni
- Rogério Tavares – pistolet szybkostrzelny 25 m – 21. miejsce,
- Albino de Jesus – pistolet szybkostrzelny 25 m – 44. miejsce,
- Luís Howorth

karabin małokalibrowy trzy pozycje 50 m – 31. miejsce,
karabin małokalibrowy leżąc 50 m – 37. miejsce,
- Joaquim Sampaio

karabin małokalibrowy trzy pozycje 50 m – 37. miejsce,
karabin małokalibrowy leżąc 50 m – 55. miejsce.

### Szermierka
Mężczyźni
- Álvaro Mário Mourão – szpada indywidualnie – odpadł w półfinale,
- Álvaro Pinto – szpada indywidualnie – odpadł w ćwierćfinale,
- Carlos Dias – szpada indywidualnie – odpadł w ćwierćfinale,
- Álvaro Pinto, Carlos Dias, Álvaro Mário Mourão, Francisco Uva, João Costa – szpada drużynowo – odpadli w eliminacjach,
- Álvaro Silva – szabla indywidualnie – odpadł w eliminacjach,
- José Ferreira – szabla indywidualnie – odpadł w eliminacjach,
- João Pessanha – szabla indywidualnie – odpadł w eliminacjach,
- Álvaro Silva, José Ferreira, Augusto Barreto, Jorge Franco, João Pessanha – szabla drużynowo – odpadli w eliminacjach.

### Wioślarstwo
Mężczyźni
- Felisberto Fortes, Albino Simões Neto, Manuel Regala, João Cravo, João Alberto Lemos, Carlos da Benta, João da Paula, Zacarias Andias, José Pinheiro – ósemka – odpali w repasażach.

### Żeglarstwo
- Mário Quina – klasa Finn – 17. miejsce,
- Francisco de Andrade, Joaquim Fiúza – klasa Star – 3. miejsce,
- Alberto Graça, Carlos Lourenço, João Miguel Tito – klasa Dragon – 8. miejsce,
- Duarte Bello, Fernando Bello, Júlio Gourinho – klasa 5,5 m – 4. miejsce.